# Villahermosa (Tolima)
Villahermosa est une municipalité colombienne située dans le département de Tolima.